# روبرتو (لاعب كرة قدم)
روبرتو (بالبرتغالية: Roberto Calmon Félix‏) هو لاعب كرة قدم برازيلي في مركز الهجوم، ولد في 29 يوليو 1978 في ليناريس في البرازيل. لعب مع أكاديميكا كويمبرا وإستريلا دا أمادورا وجمعية بورتوغيزا الرياضية وريد بل براغانتينو وفيتوريا دي غيماريش وموريرينسي ونادي أستيراس تريبوليس ونادي بكين سينوبو غوان ونادي تشافيس ونادي جل فيسنتي ونادي فارزيم.

## وصلات خارجية
- روبرتو (لاعب كرة قدم) على موقع قاعدة بيانات كرة القدم.إي يو (الإنجليزية)
- روبرتو (لاعب كرة قدم) على موقع Soccerway.com (الإنجليزية)
- روبرتو (لاعب كرة قدم) على موقع عالم كرة القدم.نت (الإنجليزية)